# John Bozman Kerr

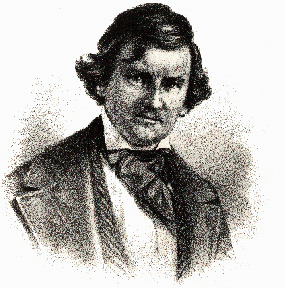
John Bozman Kerr.

John Bozman Kerr, född 5 mars 1809 i Easton, Maryland, död 27 januari 1878 i Washington, D.C., var en amerikansk diplomat och politiker (whig). Han representerade delstaten Marylands sjätte distrikt i USA:s representanthus 1849–1851. Han var son till John Leeds Kerr.
Kerr utexaminerades 1830 från Harvard University. Han studerade sedan juridik och inledde 1833 sin karriär som advokat i Easton, Maryland. Han var ledamot av Maryland House of Delegates, underhuset i delstatens lagstiftande församling, 1836–1838.
Kerr blev invald i representanthuset i kongressvalet 1848. Han ställde inte upp för omval i kongressvalet 1850.
Kerr tjänstgjorde som chargé d'affaires i Nicaragua 1851–1853. Han återvände sedan till USA och fortsatte som advokat i Maryland.
Kerr var katolik. Han gravsattes på Belleville Cemetery i Talbot County, Maryland.